# 奎拉普
6°25′05″S 77°55′24″W / 6.41806°S 77.92333°W
奎拉普故城是秘鲁中世纪前印加文明查查波亚的城池，遗址位于今亚马孙大区的安第斯山区。印加内战时期，北方热带原住民族帮助南方库斯科的瓦斯卡尔帝攻打在北方殖民的阿塔瓦尔帕帝领导的克丘亚族力量，北方殖民军胜利后，原住民族几乎被灭绝，随后西班牙人乘虚而入。正是在这一时期，圭腊城被废弃，直至1843年被西语裔重新“发现”。

## 外部連結
- kuelap all the information how to go （页面存档备份，存于）
- Kuélap. Virtual tour （页面存档备份，存于）
- Kuélap at Google Maps （页面存档备份，存于）
- Kuélap. Ministry of Tourism - Perú (in Spanish)